# قرقیزوو
قرقیزوو (انگلیسی: Kirgizovo) یک شهرک در شهرستان کراسنوکامسکی استان باشقیرستان کشور روسیه است.